# کول‌کرک
کول‌کرک (به لاتین: Koolkerke) یک منطقهٔ مسکونی در بلژیک است که در بروخه واقع شده‌است. کول‌کرک ۴٫۱۷ کیلومتر مربع مساحت و ۳٬۱۶۴ نفر جمعیت دارد.